# Drosophila dispar
Drosophila dispar este o specie de muște din genul Drosophila, familia Drosophilidae, descrisă de Mather în anul 1955. Conform Catalogue of Life specia Drosophila dispar nu are subspecii cunoscute.